# Shirley Anne Field

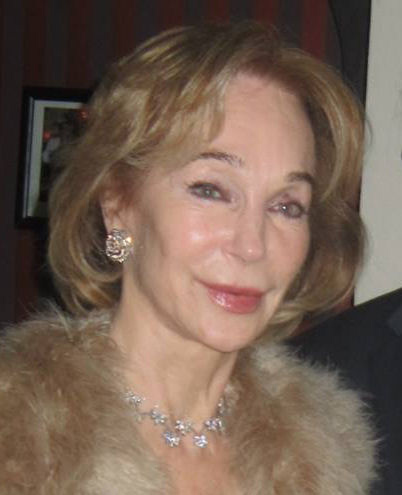
Shirley Anne Field (2014)

Shirley Anne Field (* 27. Juni 1936 als Shirley Anne Broomfield in Forest Gate, Essex; † 10. Dezember 2023) war eine britische Schauspielerin.

## Leben und Karriere
Shirley Anne Field wurde 1936 (nach anderen Quellen 1938) in Forest Gate geboren. Sie wuchs mit ihrem Bruder in einem Waisenhaus auf. Bevor Field zum Film kam, ließ sich die Miss London für Pin-up-Magazine ablichten. In ihren ersten Filmen wurde sie aufgrund ihrer Schönheit als schmückendes Beiwerk besetzt. Tony Richardsons Film Der Komödiant verhalf ihr im Jahr 1960 zum Durchbruch. Bis 1963 arbeitete sie für namhafte Personen des britischen Kinos, so beispielsweise für die Schauspieler Laurence Olivier und Oliver Reed und den Regisseuren Karel Reisz und Joseph Losey. Ein Abstecher nach Hollywood verlief enttäuschend, auch die britischen Filme in dieser Zeit waren eher zweitklassig.
In den 1970er-Jahren wandte sich Field dann dem Bühnenschauspiel zu. Erst im Jahr 1985 kehrte sie in die Filmbranche zurück. Nach Arbeiten mit Ken Russell zog es sie nach Amerika zurück, wo sie 1987 in über 40 Folgen der Daily Soap California Clan agierte. Weitere Film- und Fernsehauftritte folgten, zuletzt war sie 2014 in einem Kurzfilm zu sehen. Ihr Schaffen umfasst 75 Produktionen.
Aus ihrer Ehe mit dem Rennfahrer Charles Crichton-Stuart (1939–2001), einem Enkel des 5. Marquess of Bute, die 1967 geschlossen und in den späten 1970er-Jahren geschieden wurde, ging eine 1969 geborene Tochter hervor.
Field starb am 10. Dezember 2023 im Alter von 87 Jahren.

## Filmografie (Auswahl)
- 1955: Simon und Laura (Simon and Laura)
- 1955: …aber lieb sind sie doch (All For Marry)
- 1956: Täter unbekannt (Lost)
- 1956: Umfange mich, Nacht (Yield to the Night)
- 1956: It’s Never Too Late
- 1956: It’s a Wonderful World
- 1956: Heirate nie in Monte Carlo (Loser Takes All)
- 1956: Im Schatten der Angst (The Weapon)
- 1956: The Silken Affair
- 1956: Dry Rot
- 1957: The Good Companions
- 1957: Frauen, die uns nachts begegnen (The Flesh Is Weak)
- 1957: Seven Thunders
- 1957: The New Adventures of Martin Kane (Fernsehserie, 1 Folge)
- 1959: Das schwarze Museum (Horrors of the Black Museum)
- 1959: Treppauf – Treppab! (Upstairs and Downstairs)
- 1959: International Detective (Fernsehserie, 1 Folge)
- 1960: Noch einmal mit Gefühl (Once More, with Feeling!)
- 1960: And the Same to You
- 1960: Augen der Angst (Peeping Tom)
- 1960: Der Komödiant (The Entertainer)
- 1960: Heiß auf nackten Steinen (Beat Girl)
- 1960: Samstagnacht bis Sonntagmorgen (Saturday Night and Sunday Morning)
- 1960: Man in the Moon
- 1960: Verrufene Straße (Jungle Street Girls)
- 1962: Wir alle sind verdammt (The War Lover)
- 1962: Sie sind verdammt (The Damned)
- 1963: Könige der Sonne (Kings of the Sun)
- 1963: Lunch Hour
- 1966: Der Verführer läßt schön grüßen (Alfie)
- 1967: Hell Is Empty
- 1970: A Touch of the Other
- 1974: House of the Living Dead
- 1977: Centre Play (Fernsehserie, 1 Folge)
- 1979: Shoestring (Fernsehserie, 1 Folge)
- 1980: Buccaneer (Fernsehserie, 11 Folgen)
- 1984: Two by Forsyth (Fernsehfilm)
- 1985: Mein wunderbarer Waschsalon (My Beautiful Laundrette)
- 1987: Never the Twain (Fernsehserie, 1 Folge)
- 1987: California Clan (Santa Barbara, Fernsehserie, 42 Folgen)
- 1988: Shag – More Dancing (Shag)
- 1989: Das verflixte erste Mal (Getting it Right)
- 1989: Er? Will! Sie Nicht? (The Rachel Papers)
- 1991: Hear My Song
- 1992: El C.I.D. (Fernsehserie, 1 Folge)
- 1992: Mord ist ihr Hobby (Murder, She Wrote, Fernsehserie, 1 Folge)
- 1993: Anna Lee: Headcase (Fernsehfilm)
- 1993: Lady Chatterley (Miniserie, 4 Folgen)
- 1993: U.F.O.
- 1994: At Risk
- 1994: Loving Deadly
- 1995: Taking Liberty (Fernsehfilm)
- 1995: Rumble (Fernsehserie, 1 Folge)
- 1995: Bramwell (Fernsehserie, 1 Folge)
- 1995: Barbara (Fernsehserie, 1 Folge)
- 1996: Madson (Fernsehserie, 4 Folgen)
- 1999: Das Schloß der Affen (Le Chateau des Singes)
- 1999: Dalziel und Pascoe – Mord in Yorkshire (Dalziel and Pascoe, Fernsehserie, 1 Folge)
- 2000: The Bill (Fernsehserie, 1 Folge)
- 2000: Chrisie Malrys blutige Buchführung (Christie Malry’s Own Double-Entry)
- 2001: Where the Heart Is (Fernsehserie, 5 Folgen)
- 2003: Waking the Dead – Im Auftrag der Toten (Walking the Dead, Fernsehserie, 2 Folgen)
- 2005: Monarch of the Glen (Fernsehserie, 1 Folge)
- 2008: Last of the Summer Wine (Fernsehserie, 1 Folge)
- 2010: Doctors (Fernsehserie, 1 Folge)
- 2010: The Kid
- 2011: The Power of Three
- 2014: Beautiful Relics (Kurzfilm)

## Theatrografie (Auswahl)
- 1960: The Lily White Boys (Royal Court Theatre, London und Theatre Royal, Brighton)
- 1969: Early Morning (Royal Court Theatre Downstairs, London)
- 1975: Kennedy’s Children (Unicorn Arts Theatre, London)
- 1976: Birds of Paradise (Tour, diverse Theater)
- 1979: Anatol (Tour, diverse Theater)
- 1980: A Normal Man (Traverse Theatre, Edinburgh)
- 1996: When We Are Married (Savoy Theatre, London)
- 2007: Dangerous Corner (The Lowry, Salford)